# Belinda Carlisle
Belinda Carlisle (nascuda Belinda Jo Carlisle el 17 d'agost de 1958 a Hollywood, Los Angeles, Califòrnia) és una cantant estatunidenca. També és coneguda per Belinda Kurczeski.
Va debutar com a cantant el 1978 creant el grup The Misfits, integrat només per dones. Aquest grup passarà de dir-se The Go-Go's el 1979 i esdevindrà un dels primers grups femenins dels Estats Units. The Go-Go's es va dissoldre el 10 de maig de 1985.
A partir d'aquesta dissolució, Belinda Carlisle continuarà la seva carrera en solitari o amb grups amb èxits com Heaven Is a Place on Earth, Circle in the Sand i Leave a Light On.
El 1986 va casar-se amb Morgan Mason, fill de l'actor anglès James Mason; fruit d'aquesta relació el 1992 va néixer James Duke Mason.
A banda de la seva carrera musical, Belinda ha aparegut en les sèries de televisió The Drew Carey Show i The Chart Show, i també a la pel·lícula de Jonathan Demme Torn de tarda  (1984), amb Goldie Hawn, Kurt Russell, Fred Ward, Ed Harris, Holly Hunter i Stephen Tobolowsky.
En el disc Voila (2007) canta temes molt coneguts en francès: Ma jeunesse fout le camp, Bonnie et Clyde, Avec le temps, Sous le ciel de Paris, Des ronds dans l'eau, Pourtant tu m'aimes, Ne me quitte pas, La Vie en rose, Contact, Merci Chérie, Jezebel.

## Discografia
- 1986. Belinda
- 1987. Heaven on Earth
- 1989. Runaway Horses
- 1991. Live Your Life Be Free
- 1992. Her Greatest Hits
- 1993. Real
- 1996. A Woman & a Man
- 2007. Voila